# Melozone leucotis
Melozone leucotis là một loài chim trong họ Emberizidae.